# 白嘉澍
白嘉澍（?—?），雲南省雲南府昆明縣人，清朝政治人物、同進士出身。
光緒二十一年（1895年），参加光緒乙未科殿試，登進士三甲16名。同年五月，以主事分部学习。